# Henry Carey (1er baron Hunsdon)
Pour les articles homonymes, voir Henry Carey.
Henry Carey (4 mars 1526 – 23 juillet 1596), 1er baron Hundson, est un aristocrate anglais du XVIe siècle, fils de Mary Boleyn et fils présumé du roi Henri VIII d'Angleterre.

## Jeunesse
Il est officiellement le fils de William Carey (v. 1496-1528), et de Mary Boleyn (v. 1499-1543), la sœur d'Anne Boleyn, la seconde épouse du roi Henri VIII d'Angleterre. Toutefois, sa mère avait une aventure avec le roi Henri VIII entre 1522 et 1525, et donc l'identité réelle de son père est incertaine. Il est donc probablement le fils du roi.
William Carey, époux de sa mère et son potentiel père, meurt de la suette en 1528, alors qu'il n'a que deux ans. Avec sa sœur Catherine, il est placé sous la protection de sa tante Anne Boleyn, épouse du roi Henri VIII. Les deux enfants voient tout de même leur mère Mary fréquemment. Anne offre une bonne éducation à Henry, l'envoyant dans un monastère cistercien prestigieux. Il bénéficie également de l'enseignement du poète français Nicolas Bourbon, sauvé de l'Inquisition grâce à l'intervention de la reine d'Angleterre. Toutefois, sa tante est décapitée en mai 1536, et sa mère Mary meurt en 1543.

## Carrière politique
Henry Carey entre en politique à l'âge de 21 ans. Il est par deux fois député de Buckingham, de 1547 à 1550 et de 1554 à 1555. Il est anobli en novembre 1558 par Élisabeth Ire. La nouvelle reine, qui est par ailleurs sa cousine et demi-sœur présumée, le fait baron le 13 janvier 1559, alors que sa sœur Catherine devient l'une des favorites d'Élisabeth.
Les possessions du nouveau baron comprennent les manoirs de Hunsdon House et d'Eastwick, dans le Hertfordshire, et des possessions dans le Kent. Il obtient aussi une rente annuelle de 400 £. Plus tard, il devient intendant des fauconneries de la reine et, le 20 avril 1561, il est fait chevalier de l'ordre de la Jarretière.
En 1569, débute la révolte des comtes du Nord soutenue par le pape Pie V. Henry Carey combat du côté de la reine. Sa victoire face à sir Leonard Dacre est déterminante dans l'écrasement de la révolte.

## Descendance
Henry Carey se marie avec Anne Morgan, le 21 mai 1545 et ils ont seize enfants, dont :
- George Carey (2e baron Hunsdon)
- John Carey (3e baron Hunsdon)
- Henry Carey, député
- Edmund Carey (en)
- Robert Carey (1er comte de Monmouth) (il épouse Elisabeth Trevannion dont 3 enfants),
- Catherine qui épouse Charles Howard (1er comte de Nottingham) et d'Effingham (postérité 3 enfants).
- Philadelphia Carey, épouse de Thomas Scrope (10e baron Scrope de Bolton)
- Margaret Carey, épouse Edward Hoby (en)

Sa maîtresse, Emilia Lanier, est considérée comme la première poétesse britannique.
Il a également eu un fils illégitime, Valentine Cary (en).